# Thái Nguyên Tông Chân
Thái Nguyên Tông Chân (zh. 太源宗真, ja. taigen sōshin), ?-1370, là một vị Thiền sư Nhật Bản thuộc tông Tào Động, một trong năm vị đại đệ tử của Thiền sư Nga Sơn Thiều Thạc (ja. gasan jōseki, 1275-1365). Sư kế thừa Nga Sơn trụ trì Tổng Trì tự (ja. sōji-ji) và cũng như thầy mình, Sư lấy thuyết Động Sơn ngũ vị làm lý thuyết căn bản của tông phong. Dòng thiền của Sư được truyền bá rất rộng với hơn trăm lần khai sơn lập tự tại Trung và Đông Nhật Bản. Về cuối đời, Sư trụ tại Vĩnh Quang tự (ja. yōkō-ji) và sáng lập Phật-đà tự (ja. budda-ji) tại tỉnh Kaga.